# Maurice de Sully
Maurice de Sully (Sully-sur-Loire, tra il 1105 e il 1120 – Parigi, 11 settembre 1196) è stato un vescovo cattolico francese; resse la diocesi di Parigi dal 1160 alla sua morte.

## Biografia
Nato da una famiglia di umili origini a Sully-sur-Loire (Soliacum), vicino a Orléans, all'inizio del XII secolo, giunse a Parigi intorno al 1140 e compì studi ecclesiastici, divenne subito noto come abile professore di teologia e predicatore eloquente.
Si è affermato, senza prove sufficienti, che è stato canonico di Bourges. Nel 1159 è Arcidiacono di Parigi e il 12 ottobre 1160, tramite intercessione di Luigi VII, succede a Pietro Lombardo nella Cattedra Episcopale della città.

## Notre Dame

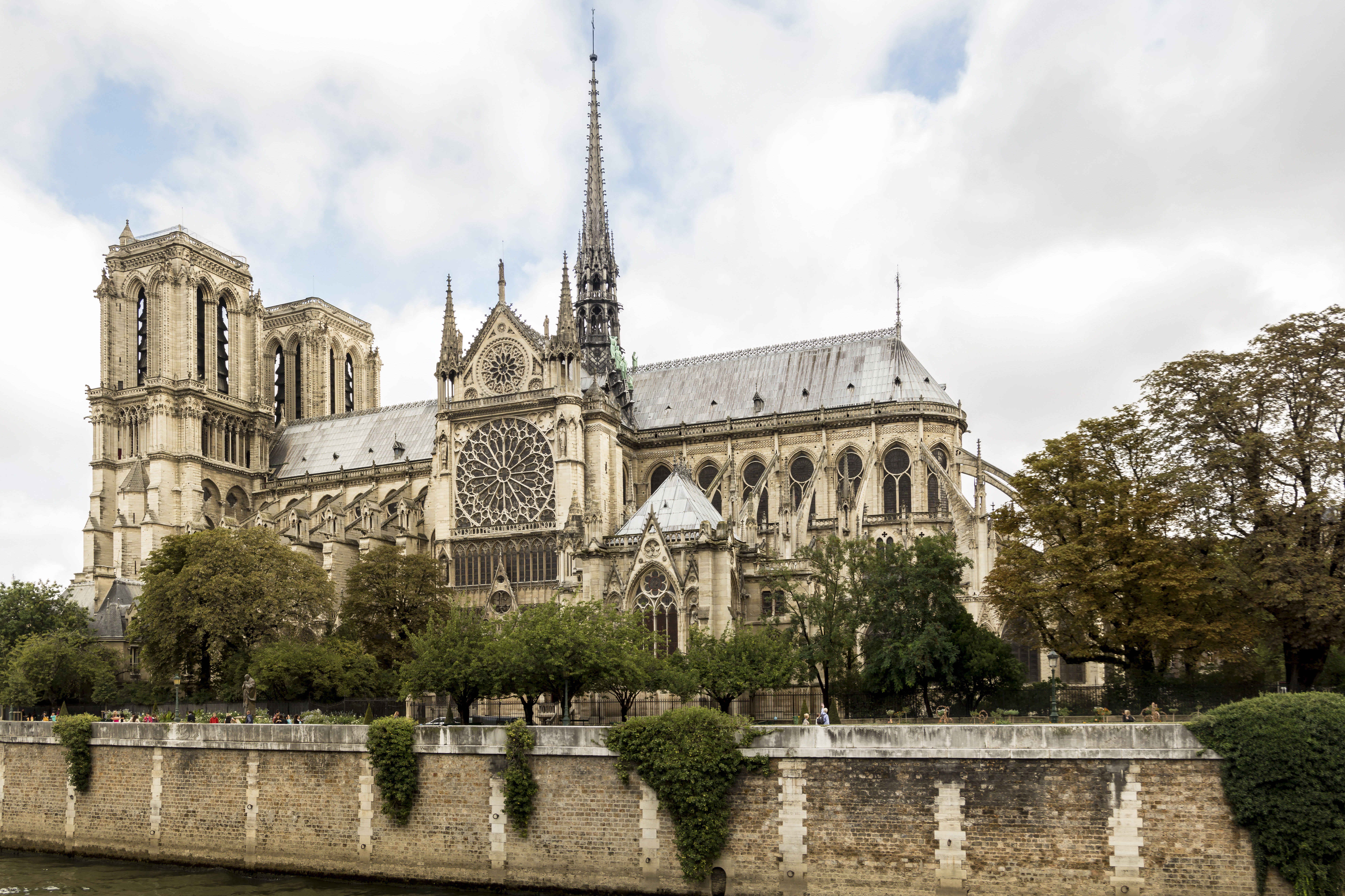
La cattedrale di Notre-Dame a Parigi.

L'attuale cattedrale di Notre-Dame è stata edificata a partire dal suo episcopato. Alessandro III, nel 1163, pose la prima pietra dell'edificio e nel 1185 il Patriarca di Gerusalemme Eraclio di Cesarea celebrò per la prima volta nel coro ormai ultimato. La costruzione si protrasse fino al 1250 e fu successivamente oggetto di modifiche. 

## Altre opere
Convertì inoltre la sinagoga, che sorgeva dove oggi c'è la chiesa della Madeleine, nel 1182.
Ricostruì il palazzo episcopale nel quale si riunirono nobiltà e clero nel 1179 all'incoronazione di Filippo Augusto.  Accompagnò Luigi VII all'incontro con Federico Barbarossa a Saint-Jean-de-Losne nel 1162, e fu uno dei guardiani del tesoro reale durante le Crociate.

## Difesa di Thomas Becket
Nella disputa tra Thomas Becket e Re Enrico II difese energicamente il primo e, in tre lettere ancora esistenti, perorò la sua causa con Alessandro III. Proibì la celebrazione della Festa della Immacolata concezione nella sua diocesi, ma disse di essere fedele alle Sacre Scritture e alla dottrina della Resurrezione della carne, contro alcuni nobili scettici. Pur mantenendo l'amministrazione della sua diocesi si ritirò, in tarda età, nel Monastero di Santa Vittoria, dove morì.

## Successione apostolica
La successione apostolica è:
- Cardinale Guglielmo dalle Bianche Mani (1168)
- Arcivescovo Gui de Noyers (1176)
- Vescovo Giovanni di Salisbury (1176)